# Ahl al-Bayt
Esta página contém alguns caracteres especiais e é possível que a impressão não corresponda ao artigo original.
Ahl al-Bayt (em árabe: أهل البيت) refere-se no islão à família do profeta Maomé. A palavra árabe ahl significa família e bayt, casa; a expressão significa literalmente "aqueles que se reúnem sob o mesmo tecto". Muçulmanos sunitas e xiitas atribuem diferente significado e importância ao termo.
Os locais onde se encontram sepultados membros da Ahl al-Bayt, como o mausoleu de Ali em Najafe ou o de Hussein em Carbala (ambas as cidades situam-se no Iraque), são importantes pontos de peregrinação de muitos muçulmanos.

## Diferentes interpretações da Ahl al-Bayt

### Xiismo
Os xiitas usam este termo para se referir exclusivamente a Fátima, filha de Maomé, ao seu marido Ali e aos filhos de ambos, Hussein e Hassan, bem como aos seus descendentes. Para os xiitas estes descendentes são os legítimos líderes da comunidade muçulmana, sendo conhecidos como imãs. Os xiitas acreditam que Fátima e Ali foram apartados e escolhidos no seio da comunidade devido ao facto de estarem livres de pecado.
A crença xiita na supremacia da Ahl al-Bayt é uma das razões que explica o facto dos xiitas considerarem que Ali e não Abacar deveria ter sucedido a Maomé na liderança da comunidade muçulmana. Abacar não podia liderar a comunidade por não pertencer à Ahl al-Bayt e a sua atitude foi um acto de usurpação. Esta é a principal razão que gera divisão entre os muçulmanos xiitas e sunitas e que está por vezes na base de conflitos. Para os xiitas, apenas os descendentes de Ali, dado que foram purificados do pecado, poderiam ser os lideres da comunidade muçulmana (a umma).

### Sunismo
Os sunitas usam a expressão Ahl al-Bayt num sentido mais amplo, referindo-se a outros familiares do profeta. A família do profeta Maomé também inclui simbolicamente todos os muçulmanos piedosos, como as suas esposas, mencionadas no Alcorão como membros da Ahl al-Bayt:
Ó esposas do Profeta, vós não sois como as outras mulheres; se sois tementes, não sejais insinuantes na conversação, para evitardes a cobiça daquele que possui morbidez no coração, e falai o que é justo. E permanecei tranquilas em vossos lares, e não façais exibições, como as da época da idolatria; observai a oração, pagai o zakat, obedecei a Deus e ao seu Mensageiro, porque Deus só deseja afastar de vós a abominação, ó membros da Casa, bem como purificar-vos integralmente. (Alcorão, 33:32-33).
Os sunitas rejeitam o conceito "dinástico" dos xiitas e acreditam que a comunidade deve ser orientada pela herança de Maomé, que é o Alcorão e os hádice, e que juntos formam a Suna.